# Dmitri Nósov
Dmitri Yúrievich Nósov (en ruso: Дмитрий Юрьевич Носов; Chitá-46, 9 de abril de 1980) es un deportista ruso que compitió en judo.
Participó en los Juegos Olímpicos de Atenas 2004, obteniendo una medalla de bronce en la categoría de –81 kg. Ganó una medalla de bronce en el Campeonato Europeo de Judo de 2004.

## Palmarés internacional
| Juegos Olímpicos   | Juegos Olímpicos   | Juegos Olímpicos  | Juegos Olímpicos |
| Año                | Lugar              | Medalla           | Categoría        |
| ------------------ | ------------------ | ----------------- | ---------------- |
| 2004               | Atenas (Grecia)    | Medalla de bronce | –81 kg           |
| Campeonato Europeo |                    |                   |                  |
| Año                | Lugar              | Medalla           | Categoría        |
| 2004               | Bucarest (Rumania) | Medalla de bronce | –81 kg           |